# Varda Caivano
Varda Caivano (nascida em 1971) é uma artista argentina que vive e trabalha em Londres, na Inglaterra.
Nascida em Buenos Aires, Caivano formou-se na Goldsmiths University de Londres no início dos anos 2000, tendo estudado anteriormente biologia e história da arte na Universidade de Buenos Aires. Ela recebeu o título de mestre em arte pelo Royal College of Art, em Londres, em 2004.
O seu trabalho encontra-se incluído na Colecção Zabludowicz e na Colecção do Arts Council, no Reino Unido.